# Бит знака

Знаковый бит двоичного числа

В компьютерных науках знаковый бит или знаковый разряд(англ. sign bit) это бит, обозначающий знак числа. Знаковый бит имеют лишь числовые типы со знаком, он неизменно находится в позиции старшего бита, в определённых контекстах термин «знаковый бит» употребляют в смысле «старший бит». Обычно, если знаковый бит равен 0, число неотрицательное (положительное или ноль), а если знаковый бит 1, тогда число отрицательное. Такой нотации знака числа придерживаются наиболее распространённые в вычислительной технике прямой (англ. sign-and-magnitude), обратный (англ. one's complement) и дополнительный (англ. two's complement) коды чисел.
В схемах обработки чисел с плавающей запятой, в отличие от схем с фиксированной запятой, во время представления чисел нужны два знаковых разряда: один — для представления знака мантиссы, другой — для представления знака порядке. Если используется модифицированный обратный и дополняющий код знак числа также изображается как двухразрядный код «00», в случае неотрицательных чисел, и как код «11» — в случае отрицательных чисел. Это даёт возможность легко определять ситуацию, при которой произошло переполнение разрядной сетки машины (признаком переполнения является наличие кода «01» или кода «10» в знаковом разряде).
Во время выполнения операций сложения (вычитания) знак результата получается автоматически, поскольку в операции участвуют не сами числа, а их коды (включая код знака). Во время выполнения операций умножения (деления) знак результата определяется суммированием кодов знакового разряда множимого и множителя 
(делимого и делителя) по mod 2.

## Диапазон представления чисел со знаком
Поскольку старший разряд числа отвечает за знак, только n-1 разрядов могут быть использованы как цифровые разряды числа. Таким образом, однобайтовые числа со знаком имеют только 7 цифровых битов, двухбайтовые числа имеют, соответственно, 15 цифровых битов и т. д. В прямом и обратном кодах диапазон представления чисел располагается симметрично относительно нуля, то есть количество отрицательных чисел равно количеству положительных чисел. Например, однобайтовый прямой и обратный коды могут представить числа в диапазоне -127 ... + 127. В этих кодах имеет место так называемый 
«ноль со знаком», то есть различные представления для номеров «плюс ноль» и «минус ноль», последний из которых не соответствует математической концепции отрицательного числа . В дополнительном коде ноль имеет только один код, поэтому диапазон представления чисел несимметричный относительно нуля. Так, однобайтовый дополнительный код представляет числа в диапазоне -128 ... + 127.

## Изменение знака числа в разных кодах
В прямом коде знаковый бит обозначает знак числа, а цифровые биты содержат двоичные цифры числа. Для изменения знака числа в прямом коде достаточно изменить только знаковый бит.
```
+58 = 00111010 
–58 = 10111010
```

В обратном коде знаковый бит обозначает знак числа, а цифровые биты содержат цифры числа для положительных чисел и инверсию цифр для отрицательных чисел. Для изменения знака числа нужно инвертировать все биты числа.
```
+58 = 00111010
–58 = 11000101
```

В дополнительном коде знаковый бит обозначает знак числа, цифровые биты положительного числа содержат цифры числа, а отрицательного числа — дополнение к 2n, где n — количество цифр. На практике для получения дополнительного кода числа добавляют 1 к обратному коду. Для изменения знака числа в дополнительном коде нужно инвертировать все биты числа и прибавить 1.
```
+58 = 00111010
      11000101
            +1
–58 = 11000110
```

Числа с плавающей запятой, такие как формат IEEE, формат IBM, формат VAX и даже формат, используемый в машинах Цузе Z1 и Z3, используют представления чисел в прямом коде. Для изменения знака числа достаточно изменить знаковый бит.

## Расширение знака
Если необходимо привести число в дополнительном коде к более широкому формату, не меняя его числового значения (например, с одного до двух байтов), то дополнительные старшие биты должны быть заполнены копией знакового бита, этот процесс называется расширением знака или размножением знака. Например, однобайтовое положительное двоичное число 00111010, расширенное до двух байтов, записывается в дополнительном коде как 00000000.00111010, а отрицательное число 11000110 как 11111111.11000110.
Процессоры семейства x86 имеют специальные команды расширения знака CBW (Convert Byte to Word), CWD и CWDE (Convert Word to Doubleword), CDQ (Convert Doubleword to Quadword)) и универсальную команду MOVSX (Move with Sign-Extension), предназначенные для автоматического увеличения формата числа.